# دهستان کوهمره خامی
کوه مره خامی، دهستانی از توابع بخش مرکزی شهرستان باشت در استان کهگیلویه و بویراحمد ایران است.

## جمعیت
براساس سرشماری سال ۱۳۹۵ جمعیت آن ۲۴۲۸ نفر (در ۶۲۶ خانوار) بوده‌است.